# 余上沅
余上沅（1897年10月4日—1970年4月30日），曾用笔名陈时，生于湖北沙市，中国戏剧教育家、理论家。毕业于北京大学英文系，留美学习戏剧学，1935年任国立戏剧专科学校校长。中华人民共和国成立后任复旦大学教授、上海戏剧学院教授，病逝于上海。
1955年因潘汉年杨帆事件牵连，余上沅被关押一年。杨帆（石蕴华）曾是国立戏剧专科学校的教师，中共建政后任上海市公安局长。
余上沅是吴祖光的表姑父。妻子为陈衡粹（陈衡哲之妹）。

## 生平

### 家庭和教育背景
余上沅生于1897年10月4日，从小就喜欢戏剧。余的家庭并不富裕，他的父亲是一家服装店的售货员。7岁时，他在一所由室友开办的老式私立学校学习。他12岁时辍学，去一家布店当学徒。15岁的余就读于武昌。毕业后，他进入该校本科，主修文科，被胡适和陈独秀赞赏。后调到北京大学英语系，学习西方文学。
1920年，余上沅在北京大学英语系任教。从1921年到1924年，余积极参加了新文化运动并对戏剧产生了浓厚的兴趣。同时，他在晨报副镌上发表了几篇有关戏剧的文章。1923年，他获得政府的一半奖学金进入卡耐基大学深造，然后在纽约哥伦比亚大学主修戏剧文学和艺术。

### 工作经验
1925年回到中国，后加入北京的“中国戏剧俱乐部”。在北京美专（现北京艺术学院）开设了戏剧系。此外，他还教授现代戏剧艺术、舞台设计和表演等科目。他还导演了几部戏剧，例如《兵变》。1926年秋，余应光华大学、暨南大学之邀担任大学教授。同时，他和徐志摩一起创办了一家名为《新月》的书店，担任编辑和书店经理。
1928年冬，被北京中国教育文化基金会（今中华教育文化基金会）聘为秘书。曾任国立北平大学艺术学院教授，闲暇时组织北平小剧场演出。
1935年，同梅兰芳去苏联参观演出，又去欧洲国家学习戏剧教育。1935年，国立戏剧学校在南京成立，他被聘为学校委员兼校长。
日本侵华战争开始后，余把学校迁到重庆、长沙等地，组织学生做宣传工作。

## 作品与成就

### 代表作品
1926年秋，余上沅翻译出版了一些外国戏剧，例如《长生诀》和《可钦佩的克莱敦》，还收集戏剧论文，编纂论著《国家歌剧运动》；从1928年冬到1935年，执导《茶花女》等著名的戏剧。在此期间，余被聘为学校委员兼国家戏剧学校校长，他执导了莎士比亚著名的戏剧《威尼斯商人》。
余一贯坚持蔡元培的治校理念，率先编写了《表演艺术教学大纲》、《导演艺术教学大纲》和《舞台设计提高》等新式教科书。1959年，余撰写了多篇演讲，如《西方戏剧理论批判》、《戏剧导论》等，还翻译贝克的其他著名戏剧作品。1959年，他开始在上海戏剧学院任教。在此期间，他写了几篇文章，例如《西方戏剧理论批评》和《戏剧概论》。

### 其它贡献
余上沅曾与闻一多等人一同发起“国剧运动”，这为后来中国戏剧艺术的多元化奠定了基础。
1924年夏，余与志同道合的闻一多、熊佛西等人相识，共同商讨戏剧艺术。不久之后，闻一多和熊佛西共同编辑了一部独幕剧，然后和余一起组织了《牛郎织女》的演出。1924年冬天，剑桥校友会发起创作并演出戏剧《此恨绵绵》，它是根据中国古典戏剧《长生殿》改编的。戏剧结束的那天，包括余上沅、闻一多、赵太侔、张嘉铸在内的四位主要导演聚集在余上元公寓的壁炉旁，总结这场演出的利弊。在这次讨论中，四人提到了“民族歌剧运动”。为了开展“民族歌剧运动”，余上沅等人进行了广泛的调查。他们去纽约剧院学习剧院的建筑知识。经过两个月的调查、审议和修改，他们起草了《北京艺术剧院节目大纲》。在大纲中，他们设想在剧院修建北平艺术剧院演员学校、图书馆和博物馆。此外，他们还想创办“木偶杂志”，计划增加用于择生出国学习戏剧艺术的补助金。
余、闻二人又计划出版两本名为《雕虫》和《河图》的出版物，以聚焦戏剧方面。消息传开后，二人不断收到捐款。因为《此恨绵绵》的演出大获成功，余上沅等人在美籍华人中的声誉大大提高。剑桥中国学生会也受到了赞扬，1925年春，他们创作和表演了一部戏剧《琵琶记》，并邀请余上沅和赵太侔指导排练。3月28日，《琵琶记》在美国波士顿科普利剧院（Boston Copley Theater）上演，再次获得成功。剧中的中式服装向美国观众展示了中国传统文化，并引起强烈反响。当地报纸《基督科学箴言报》报道了此事。1925年夏，余等人相继回国。
后来，他们成立了北平艺术学院戏剧系，又成立“剧刊”专栏在《晨报副镌》中讨论国剧，创办《新月》在上海宣传“国剧运动”，并赞助北平的其他剧院培养了诸如白杨等杰出的表演艺术家。

## 评价
余上沅国剧的核心理论是崇尚写意。在国剧的文本中，他对此做了更具体的解释。他认为，首先，民族歌剧应该是一门纯粹的艺术，它已经在绘画、雕塑、书法和中国传统戏剧中得到了体现。简而言之，所有的中国艺术都是印象派的、非模拟的、强有力的和有节奏感的。
作为民族戏剧运动的骨干，余上沅、赵太侔和熊佛西都不遗余力地支持民族戏剧运动，并撰写了代表这些运动支持者艺术理想和艺术个性的专题文章。但是几个人在表达他们的理想和戏剧性的观点上也有差异。余上沅以写意为中心，赵太谋在其民族戏剧理想中追求世界普遍性和民族个性的融合，而熊佛西强调并重视戏剧的内容先于形式。